# Castell d'Escornalbou
El Castell d'Escornalbou és una mansió senyorial que ajunta monestir (Sant Miquel d'Escornalbou) amb castell, a l'antic terme d'Escornalbou (derivat del llatí Cornu Bovis, «el corn del bou»), avui al municipi de Riudecanyes al Baix Camp. El conjunt arquitectònic és format per un castell primigeni i l'antiga canònica agustiniana, més tard franciscana de la baronia d'Escornalbou depenent de l'arquebisbat de Tarragona. Desamortitzat al segle xix i reformat sota l'estil historicista dels modernistes al XX, actualment és gestionat pel Museu d'Història de Catalunya.
A l'interior del conjunt s'hi apleguen interessants col·leccions de gravats, ceràmica i objectes de tota mena, així com una notable biblioteca. Els elements més importants del conjunt són l'església romànica, les restes de la sala capitular i el claustre, així com l'habitatge d'Eduard Toda, curosament restituït, la visita de la qual ens permetrà observar com era una casa senyorial de principis del segle xx. Des dels arcs del claustre, i en especial des del punt més elevat que és l'ermita de Santa Bàrbara, on hi havia la primitiva fortalesa, situada al cim del conjunt, es pot gaudir d'una de les millors vistes de les comarques de Tarragona.
Tradicionalment, els habitants de Riudecanyes pujaven cada any el dia de Sant Jordi a l'antic monestir i castell de Sant Miquel d'Escornalbou. Actualment s'hi fa un aplec al mes de juny.

## Etimologia
Segons el toponomista Ramon Amigó, l'origen del terme Escornalbou és l'expressió antiga es corn del bou (amb article salat), per la forma de la muntanya (punxeguda).
Tanmateix, també s'ha relacionat amb el tipus de pedra, bàsicament sorrenca, que constitueix la muntanya, atès que és idònia per a esmolar (fer que un estri tallant mantingui la seva capacitat de tallar) i escornar (llevar o reduir banyes d'animals cornuts).
Als pobles del voltant, però, també circula la hipòtesi que fa referència a un bou escornat, és a dir, sense banyes (seria una mostra d'etimologia popular), fins al punt que, històricament, l'escut de l'indret ha estat el cap d'un bou amb una banya trencada en una banda i sense banya a l'altra.

## Entorn
El conjunt és en un replà enlairat del turó triàsic de Santa Bàrbara (del nom de l'ermita que el corona); més coneguda popularment com la muntanya d'Escornalbou, que amb els seus 649 m d'altitud., és una de les muntanyes més simbòlica del Baix Camp. Aquesta muntanya està ubicada al contrafort oriental de la serra de l'Argentera, i pertany en la seva part més important al municipi de Riudecanyes, al límit amb els de Vilanova d'Escornalbou i l'Argentera (Baix Camp). Fou fundat vers el 1166, en fer donació Alfons I de Barcelona i II d'Aragó del lloc i antic castell d'Escornalbou (que havia pertangut al valiat musulmà de Siurana però era aleshores destruït i deshabitat) a Joan de Sant Boi, per tal que restaurés la fortalesa i aixequés una església i una canonja, que depengué de l'arquebisbat de Tarragona (la baronia d'Escornalbou).

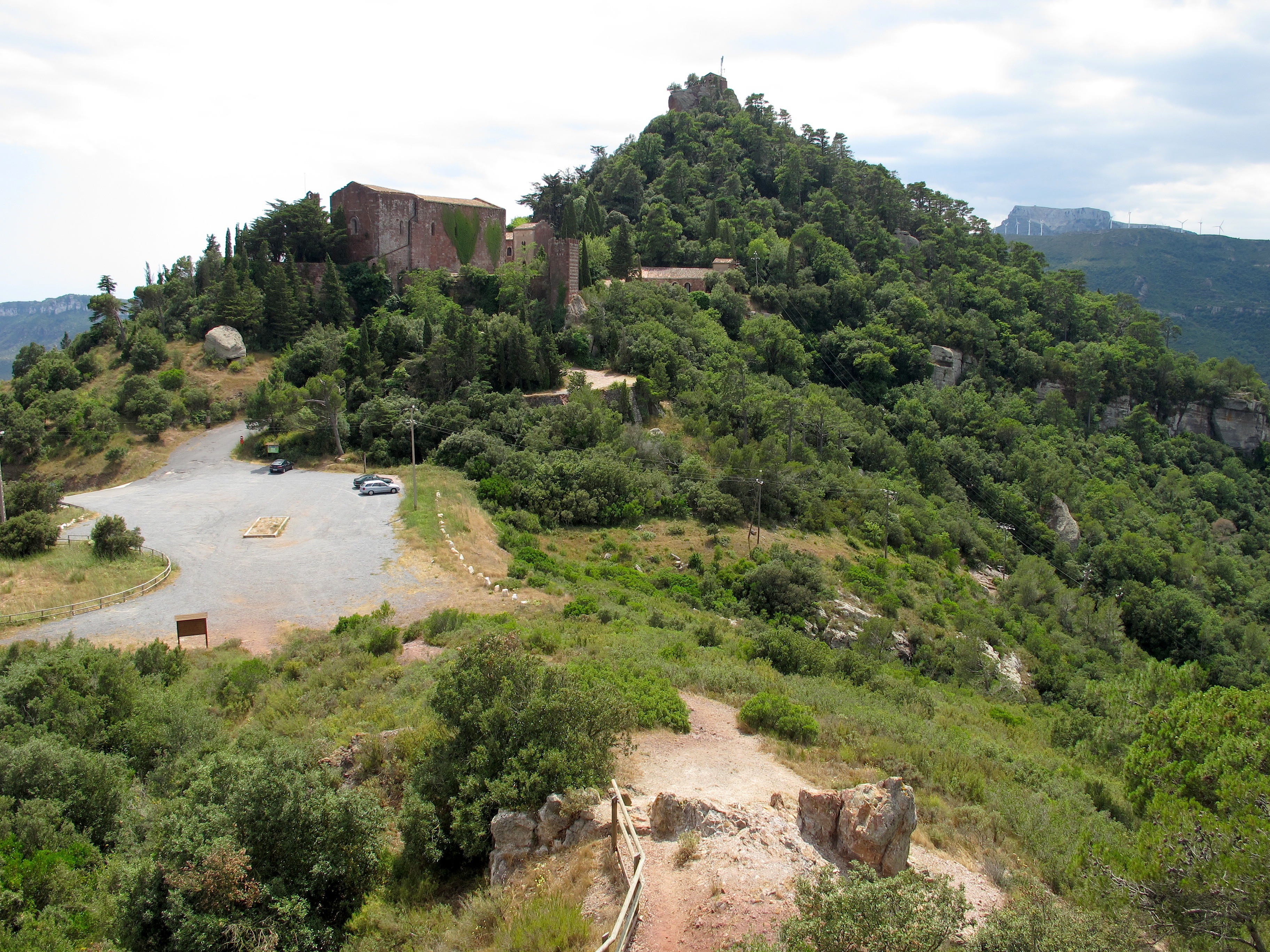
vista septentrional del Castell d'Escornalbou

Sota i als voltants d'Escornalbou hi ha una gran superfície de boscos amb nombroses representacions mediterrànies d'arbres, entre els quals cal destacar-ne la petita sureda d'Escornalbou i l'element dominant, el pi. La sureda és especialment interessant, atès que, a causa de la composició del sòl àcid i potser també per la cura dels monjos per a l'obtenció de suro, la població d'aquests arbres diferents dels alzinars, tot i ser discreta, és singular per la seva raresa, ja que a la franja prelitoral només n'hi ha a l'Albiol i Alforja.
Per tota la resta, la fauna i la flora són les típiques dels boscos mediterranis. La pineda està constituïda per pinassa (Pinus nigra), que aguanta l'espectacular vent del nord-oest de la zona. Entre els pins, altres espècies com el roure o una munió d'arbusts amb molta harmonia paisatgística. També, puntualment s'arriba a trobar arboç, conegut popularment com a cireres de pastor.

## Arquitectura

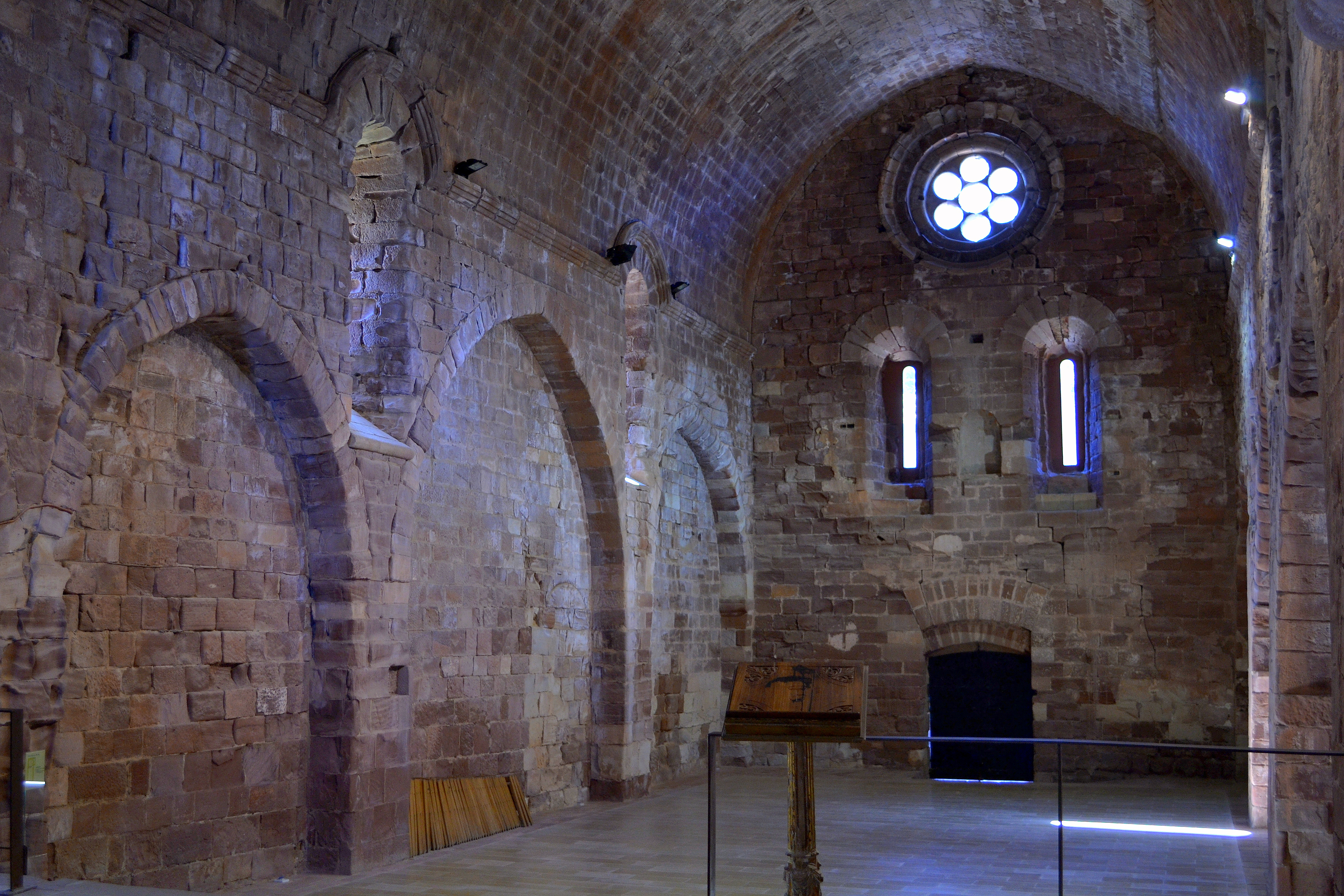
Interior de l'església del Castell monestir d'Escornalbou després de la reconstrucció (2012)

A l'entrada del conjunt d'Escornalbou, un relleu emmarca una lletra tau majúscula (T), símbol de l'arquebisbat de Tarragona que recull tant les inicials de la seva patrona (Santa Tecla) com de la denominació grega de Déu (Teos); no essent pas la T per Toda com hom creu habitualment, tot i que va ser Toda qui la va encarregar. En les actuals construccions resten incrustades restes de les fortificacions romanes, com un fragment de muralla d'1 km de llargada; també hi ha una escultura que representa un cap de bou.
La reconstrucció d'Eduard Toda incorporà unes cares a llocs estratègics de la fortificació, amb l'esperit que exercissin de "guardians protectors". Possiblement, van ser importats de la Xina. Aquests rostres encara es poden veure, per exemple havent-ne un al costat de la porta de la casa senyorial.

## Història
Per la zona s'han trobat restes que permeten pensar que la muntanya d'Escornalbou i el seu entorn ja eren coneguts i habitats tant en l'època neolítica, com en temps dels ibers i fins i tot des del Paleolític mitjà, atès que vora el pantà de Riudecanyes han aparegut restes d'aquest període. En el terme de Riudecanyes, a la Cova Josefina, excavada per Serra Vilaró el 1922, s'han trobat restes prehistòriques que van des del Neolític fins a l'edat del ferro, amb nombrosos elements de la cultura del vas campaniforme; també si varen trobar, a més, ceràmica romana i peces d'un fermall visigòtic. En el castell d'Escornalbou també han aparegut restes del bronze III a la cova del Passeig dels Frares i en diversos indrets a l'entorn de la muralla, i, a la partida del Gort, restes iberes.

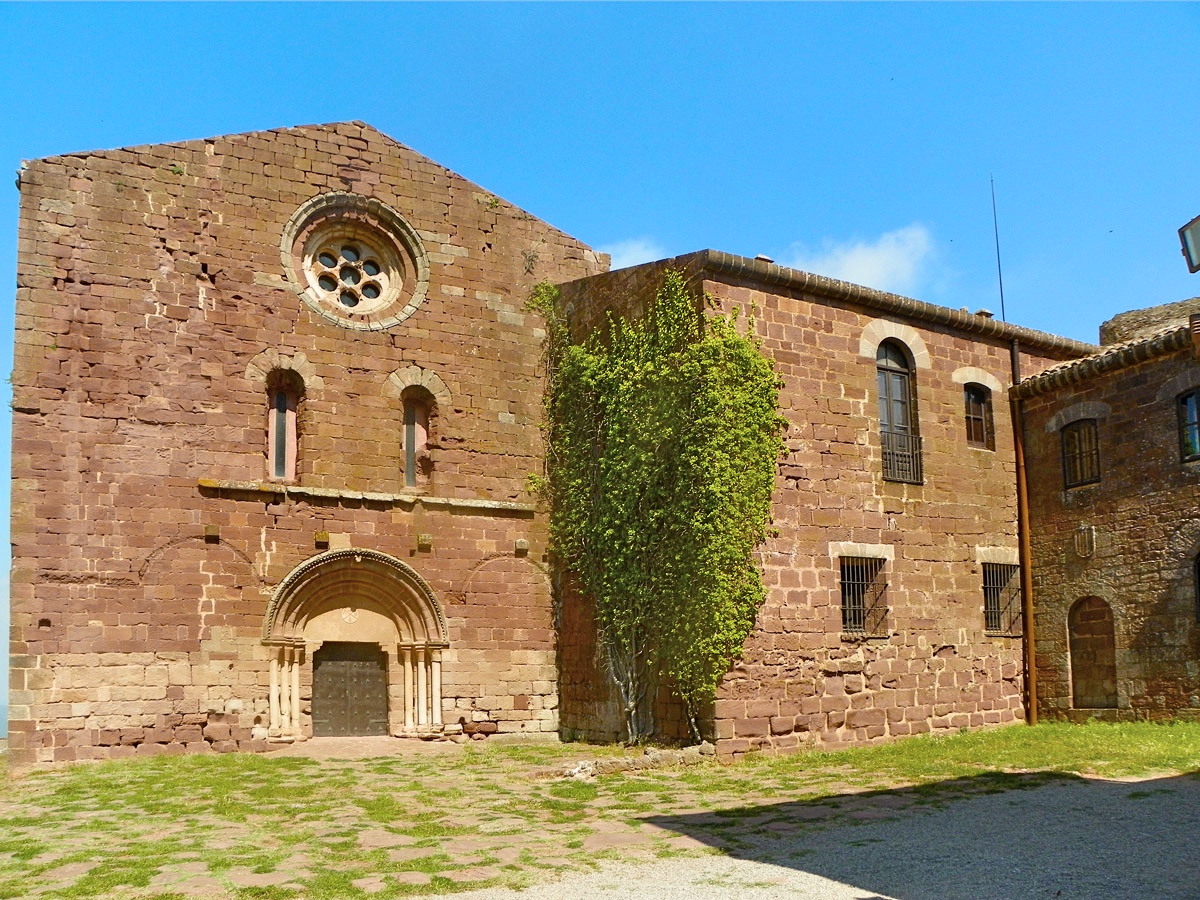
Església (juliol 2011)

El castell fou construït sobre les restes d'una fortalesa romana del segle iii, que després van ocupar els sarraïns al segle viii, donant-li el nom de Zalòquia ("guaita"). Aquesta fortalesa situada a l'extrem del territori musulmà de Siurana, va dependre del seu governador, anomenat "valí" (de l'àrab wali).

## Creació de la baronia d'Escornalbou
La baronia fou una jurisdicció senyorial centrada en el castell i monestir d'Escornalbou, vinculada per la corona als arquebisbes de Tarragona i què comprenia, a més del castell monestir, els pobles de Colldejou, Vilanova d'Escornalbou, Riudecanyes, Duesaigües, Pradell de la Teixeta, la Torre de Fontaubella i l'Argentera, i era sota el govern d'un batlle general de la baronia.

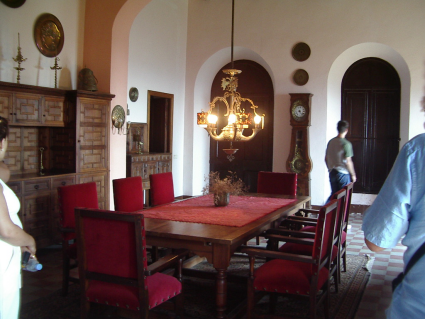
Sala menjador de l'interior del castell

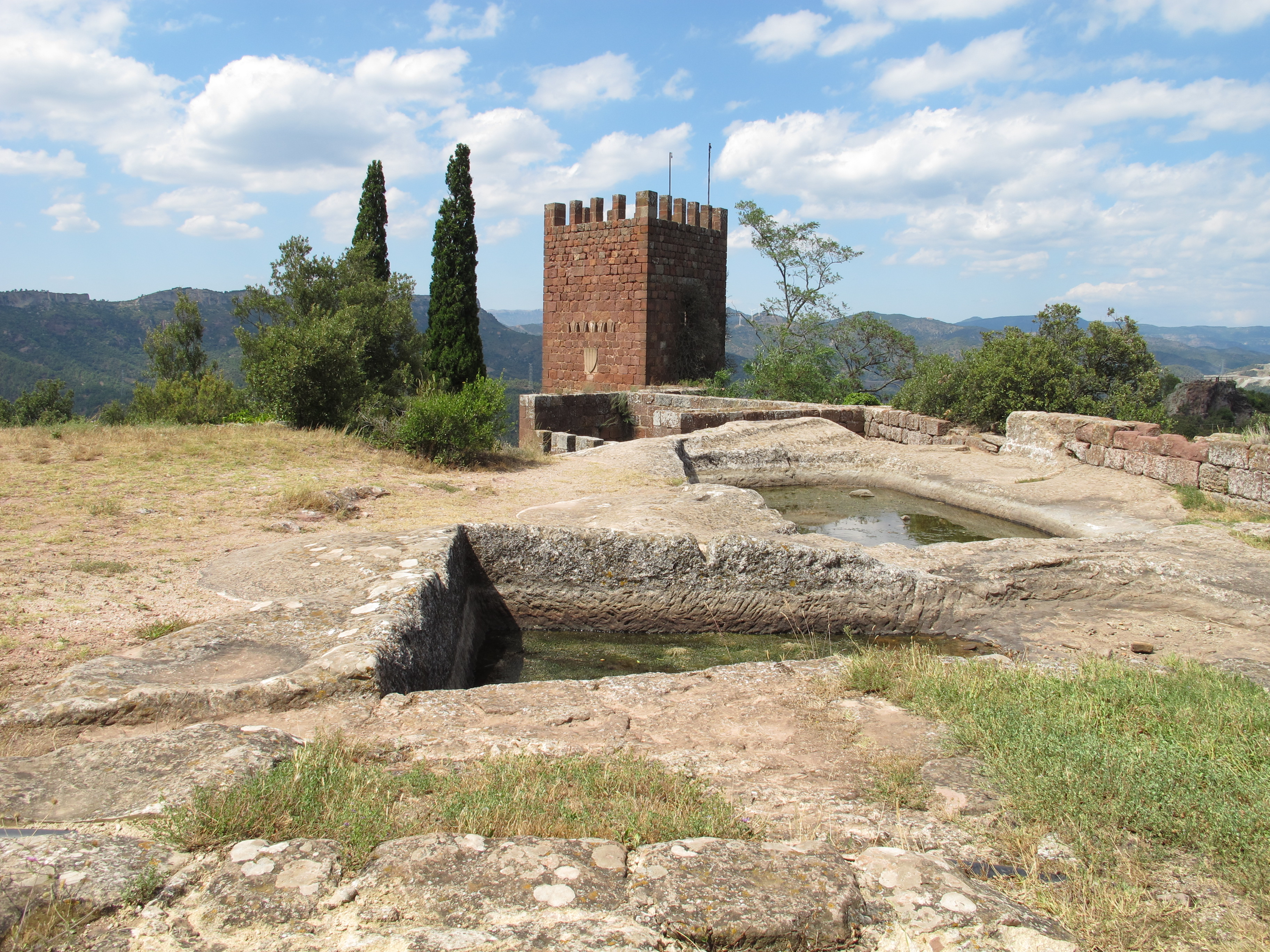
Torre i cisternes (juliol 2011)

El castell, en la part més antiga, és del segle xii, i el relleu que remata l'arc gòtic d'accés al recinte és encara segurament anterior. Aquesta terra fou conquerida per Alfons I el dia de Sant Miquel de 1162, sota el comandament d'Arbert de Castellvell, senyor de Siurana.
Després de l'expulsió dels sarraïns, la regió va passar a dependre del terme de Siurana, regit per carta de 1153, i fou donada en franc alou a Arbert de Castellvell, amb la condició de repoblar el lloc i bastir al cim un convent de canonges agustins sota obediència de l'església de Tarragona. D'aquesta donació en va sorgir la baronia d'Escornalbou (la senyera de la qual fou quartejada de vermell i blanc, és a dir el primer quadre de dalt vermell i el segon blanc, i els de sota a l'inrevés).
Joan de Sant Boi va impulsar la repoblació i es va fundar el nucli de Segura el 1178, essent donat a Joan Guillem de Malagranada. Aquest nucli no va arrelar, però encara existia el segle xvii. Més tard l'any 1195, es va fundar el nucli de Pradell, avui Pradell de la Teixeta.
El 1197, Arbert de Castellvell va cedir a Escornalbou la vila de Colldejou, que retenia sense dret. Prop del cim de la muntanya, s'hi va bastir un convent amb església fortificat aprofitant restes romanes. El 1198 l'arquebisbe Ramon de Castellterçol va confirmar la donació i va establir que el prior del convent seria canonge amb veu i vot al capítol de Tarragona.
El 1219 els canonges van nomenar prior perpetu l'arquebisbe Aspàreg de la Barca i successors, càrrec que a partir de llavors queda vinculat a la mitra igual que la baronia. L'església fou consagrada el 1240 i en aquesta època la baronia comprenia Colldejou, Vilanova d'Escornalbou, Riudecanyes, Duesaigües, Pradell de la Teixeta, La Torre de Fontaubella, l'Argentera, Rifà de Peu, la Torre de Rafellí i l'Arbocet, sota l'autoritat d'un batlle general de la baronia amb un tinent de batlle per cada un dels llocs; i tenia 101,32 km².
La canònica no prosperava, i el procés d'abandonament que sofrí al segle xiv no pogué ésser aturat per l'intent de reforma del 1387, i s'anà decandint fins a la seva supressió el 1574.
El 1391 es va maltractar als jueus al territori de la baronia, tal com també va succeir a Cambrils i altres ciutats arreu de la Corona d'Aragó; i es va haver de comprar el perdó reial el 1393, però ja llavors sembla que el convent estava en decadència i gairebé abandonat, i també la població de la baronia va declinar.

En la guerra contra Joan II, la baronia va restar fidel al rei. Durant aquella guerra, la milícia de Cambrils, vila que era partidària de la Diputació del General i en contra del rei, va haver de fer-se càrrec de la defensa del castell. Al maig del 1462 el comte de Prades i l'arquebisbe Urrea concertaren a Duesaigües (dins de la baronia) un pacte per a reclutar gent a favor del rei i contra la Generalitat. El 1461 la muralla s'havia enderrocat i va haver de ser reconstruïda.

El 1574 ja sols hi restava un canonge, i l'arquebisbe Gaspar Cervantes de Gaeta l'oferí als franciscans i les rendes de la baronia a la universitat de Tarragona. Els franciscans recol·lectes el van ocupar el 1580 fins a l'any 1686.

### Franciscans observants
El 1646, la baronia fou ocupada pels castellans; el 1647, per catalans i francesos, que n'ampliaren les fortificacions; i el 1651, de nou per francesos que ho tornaren a fer. El 1654, el veguer del Camp de Tarragona ordenà que 70 homes de Riudoms, Mont-roig, Reus, la Selva, Alcover, les Borges, Riudecanyes, Botarell, Vinyols i Montbrió enderroquessin les fortificacions, ordre que, malgrat l'oposició inicial, hagueren de complir.
El 1648 el Papa va autoritzar als franciscans observants i a partir del 1686, hi fundaren un seminari per a les missions americanes. Aquesta darrera comunitat tingué una gran activitat apostòlica, i en destaca Marià Badia, que estigué més de 30 anys al Perú. Els franciscans van establir un notable centre de difusió de literatura religiosa popular (catecismes, poesies, llibres de pietat); es van difondre obres de religiositat popular (sempre en català), destacant en aquesta tasca Francesc Baucells, (amb Font mística i sagrada del paradís de la iglesia. Barcelona: Joan Jolis, 1704) Josep Costes (amb l'obra Amoroses veus... Reus: Pau Riera, 1830) i Isidre Febrer (amb el llibret Mina riquíssima dels Tresors de la Divina Gracia. Tarragona: Magí Canals, 1763).
El 1687, el castell fou atacat, com tota la comarca, per la plaga de llagosta, fet que motivà a Vilanova d'Escornalbou el vot de Sant Agustí el 1688.
A la guerra de Successió, la baronia van prendre el partit pels austriacistes.

### Declivi i desamortització

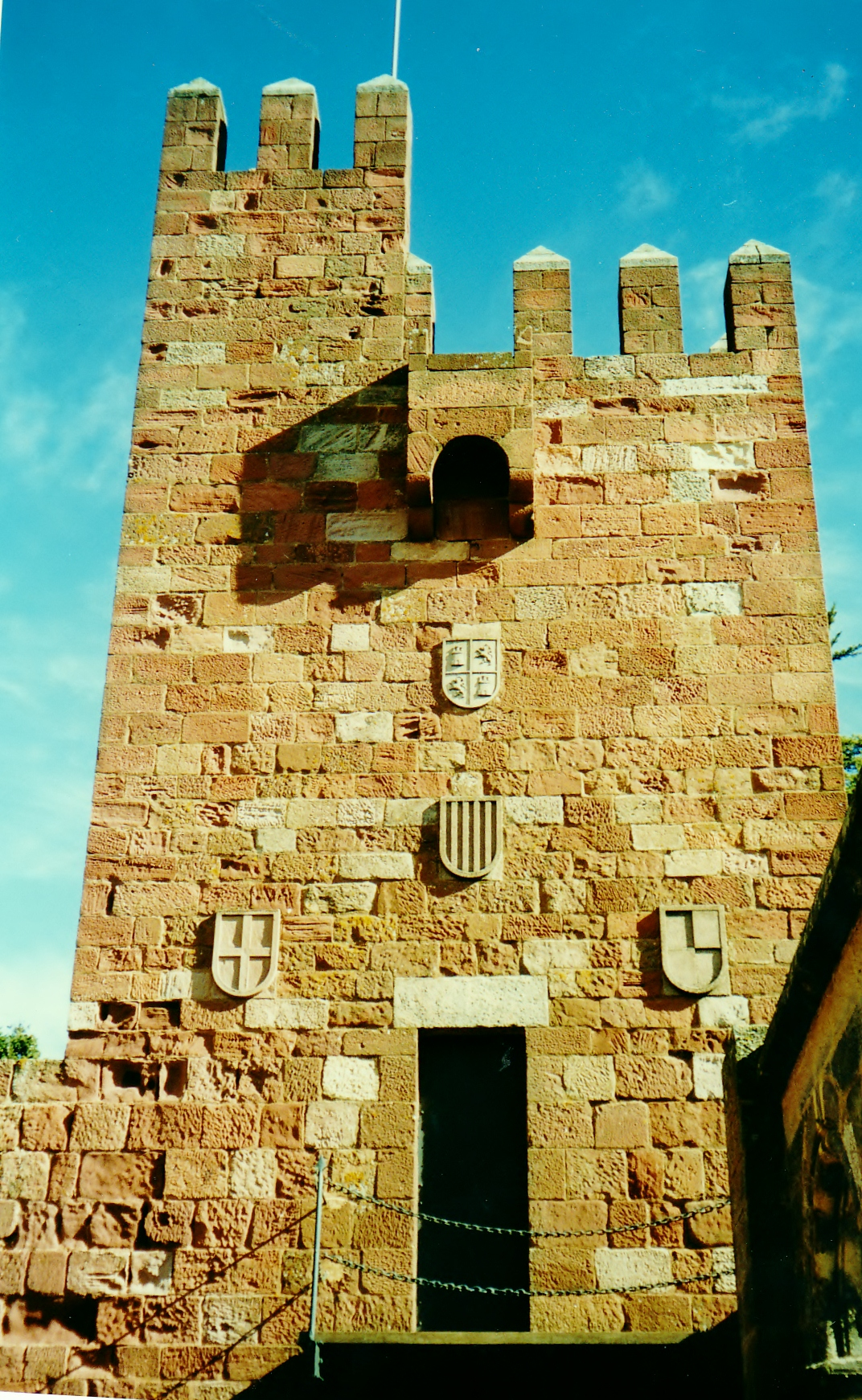
Torre al castell d'Escornalbou

A la guerra del francès els franciscans d'Escornalbou participaren en la lluita contra les tropes napoleòniques i això va costar al castell-monestir un saqueig el gener del 1811. Amb el retorn de Ferran VII, els seus ocupants es van convertir en ferms defensors de l'absolutisme. Cap al 1818 es van fer les obres anomenades del Passeig dels Frares, finançades pels Buxó de Reus, amb la intenció d'obtenir pedra per a les ampliacions del convent, i també per proporcionar als monjos un espai de lleure. A mig camí hi ha l'ermita de les tres Verges, possiblement construïda alhora que el camí.
El 1822, el govern constitucional va clausurar el convent però els frares van poder tornar-hi el 1823 amb el retorn de l'absolutisme.
El 25 de juliol de 1835, després de la crema de convents a Reus, els franciscans van abandonar Escornalbou on ja no varen tornar en produir-se la desamortització de Mendizábal (1835). Antoni Pons, un menestral reusenc que va escriure un interessant dietari, diu que com a membre de la Milícia, el 24 d'octubre de 1835 va sortir de Reus amb 200 soldats i una companyia de Miquelets per anar a cremar el convent. Van posar foc a l'església i l'endemà, després de fer nit a Riudecanyes, van col·locar diverses càrregues de pólvora i van volar l'església i el que quedava del convent. Després, durant les Guerres Carlistes, fou ocupat per forces lliberals i carlines.
A mitjan segle xix, la muntanya on s'ubicava Sant Miquel d'Escornalbou, ja era un erm assolat per l'abandó dels frares franciscans. Fou adquirit al govern pel vicecònsol d'Anglaterra a Tarragona John Bridgman; l'any 1843, per 29.930 rals, per a fer-ne explotació de les mines de barita. L'escàs rendiment que se’n treia, va provocar la clausura de les extraccions l'any 1920. Aquest personatge va convertir l'església en corral i el castell en la casa del pastor.
El castell va ser molt malmès pels conflictes civils i gairebé destruït amb les guerres carlines. Les estades esporàdiques que hi van fer els escamots lliberals i carlins, la voladura d'una part de l'església ja malmesa a conseqüència d'un terratrèmol i l'espoliació a la que va estar sotmès per part dels veïns i delegats del govern, va acabar de deixar el castell-monestir en un estat totalment ruïnós.
En aquest indret, l'industrial reusenc Macià Vila (Sisos), íntim amic del General Prim, hi va muntar una fàbrica de batre moneda falsa de peces de sis rals, la qual cosa ha provocat posteriorment diverses llegendes de tresors amagats per l'indret i altres històries.

### Reconstrucció modernista/historicista

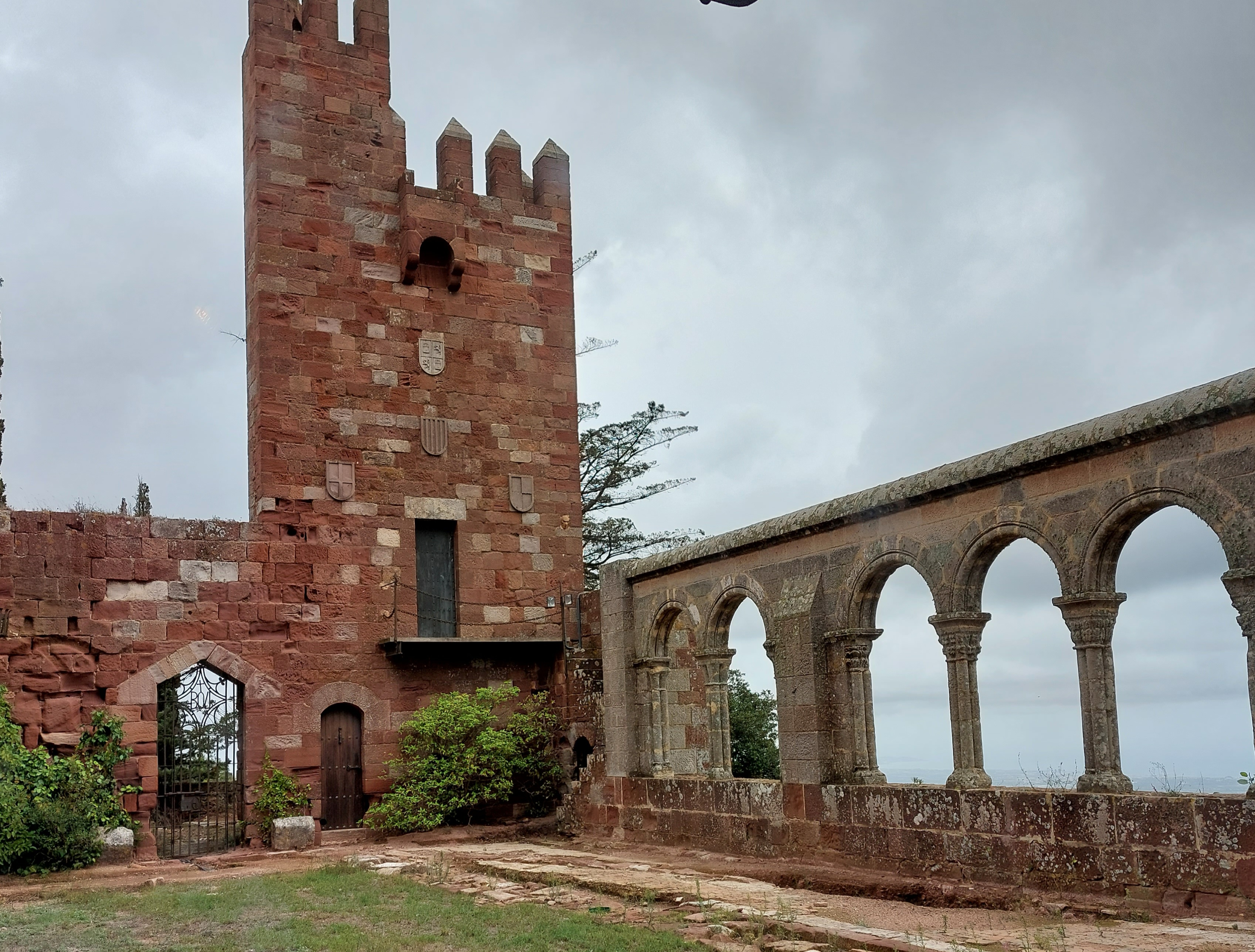
El Claustre del monestir

El castell fou comprat vers el 1910 per Eduard Toda, que en va iniciar una reconstrucció que va durar fins al 1924. Amb la seva intervenció, el resultat és que els edificis subsistents d'Escornalbou (que són de gres vermell), són el portal d'entrada, l'església romànica —de volta de canó amb capçalera carrada, bastida aprofitant una torre romana per fer el presbiteri, d'una sola nau, consagrada per Pere d'Albalat el 1240 i de la qual Eduard Toda suprimí el campanar—, el porxo de l'entrada i les capelles laterals afegides en data més tardana. Sota el presbiteri hi ha una cripta rectangular, que ha estat tapada. Eduard Toda seguí en la reconstrucció unes directrius més aviat capricioses, totalment diferents de les proposades per l'arquitecte Puig i Cadafalch. Va enderrocar sense gaire justificació algunes construccions, s'inventà torres d'un exòtic aire medieval i convertí el claustre, que trobà desmuntat, en mirador cap a la plana del Camp de Tarragona. Al seu costat hi ha la sala capitular, romànica, convertida ara en capella. En la part d'habitatge del castell, es poden visitar riques col·leccions de mobles i ceràmica catalana. A la part més alta de la muntanya, dins el recinte del castell convent, s'alçà al començament del segle xix la capella de Santa Bàrbara, damunt les restes d'una torre romana, utilitzada pels àrabs com a lloc de guaita.

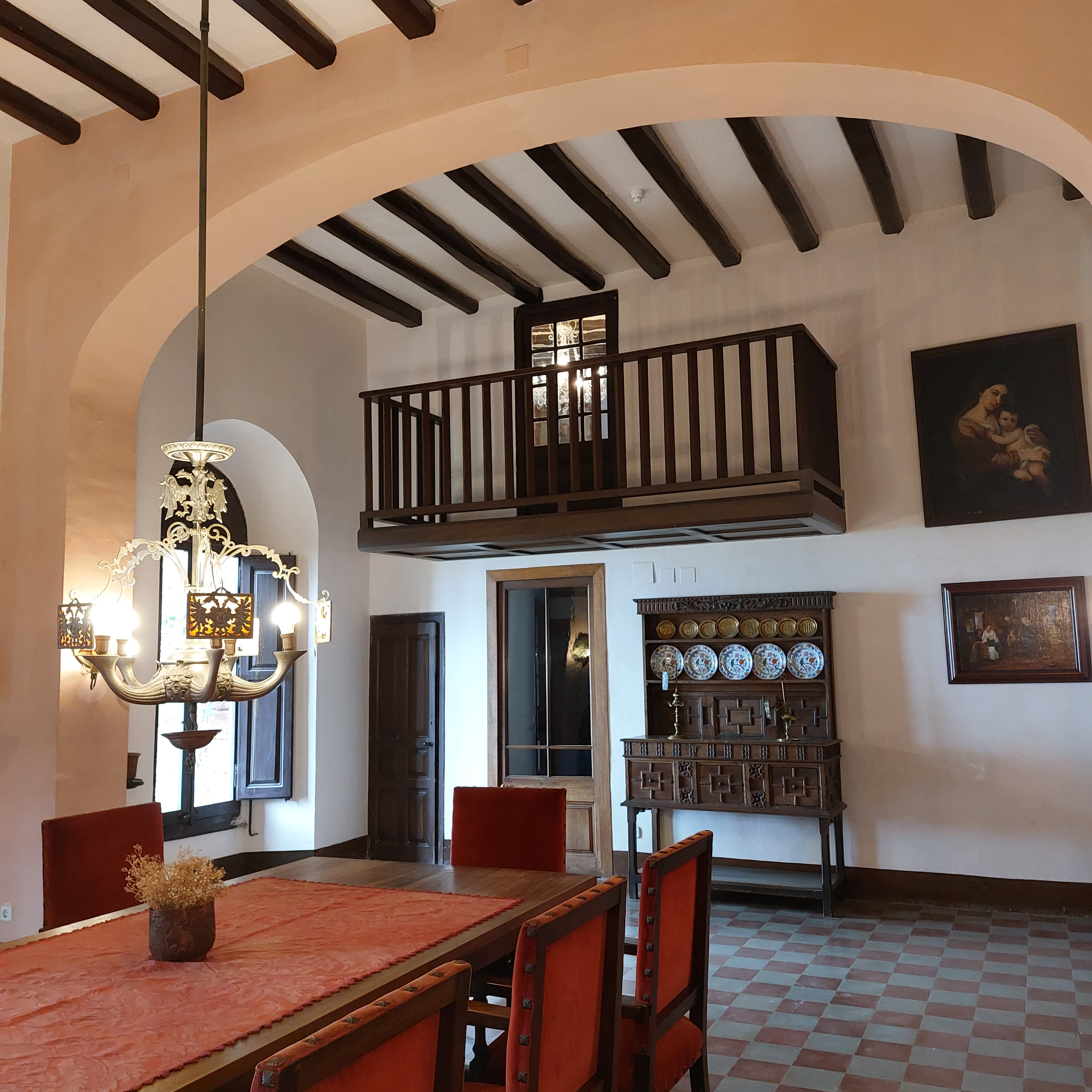
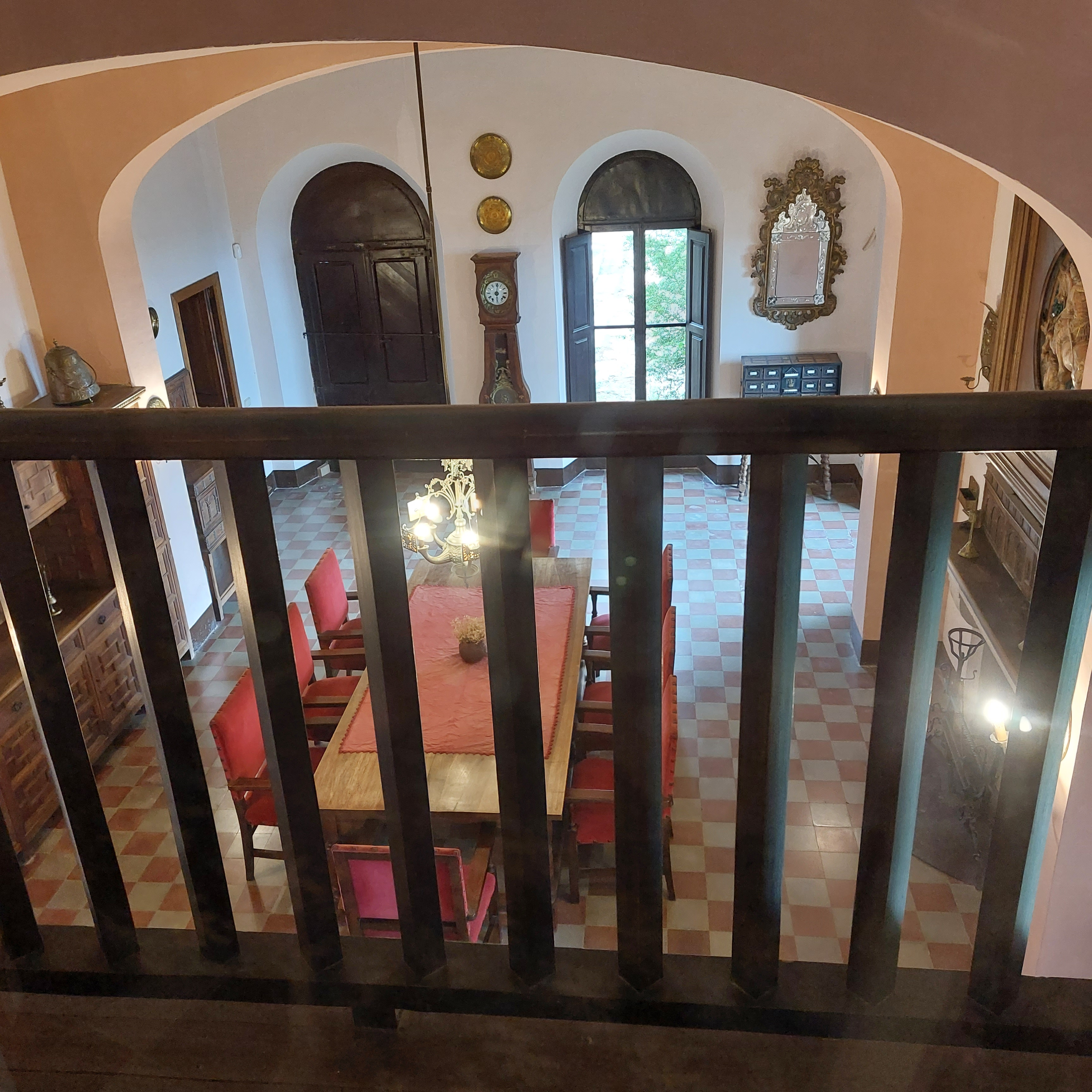
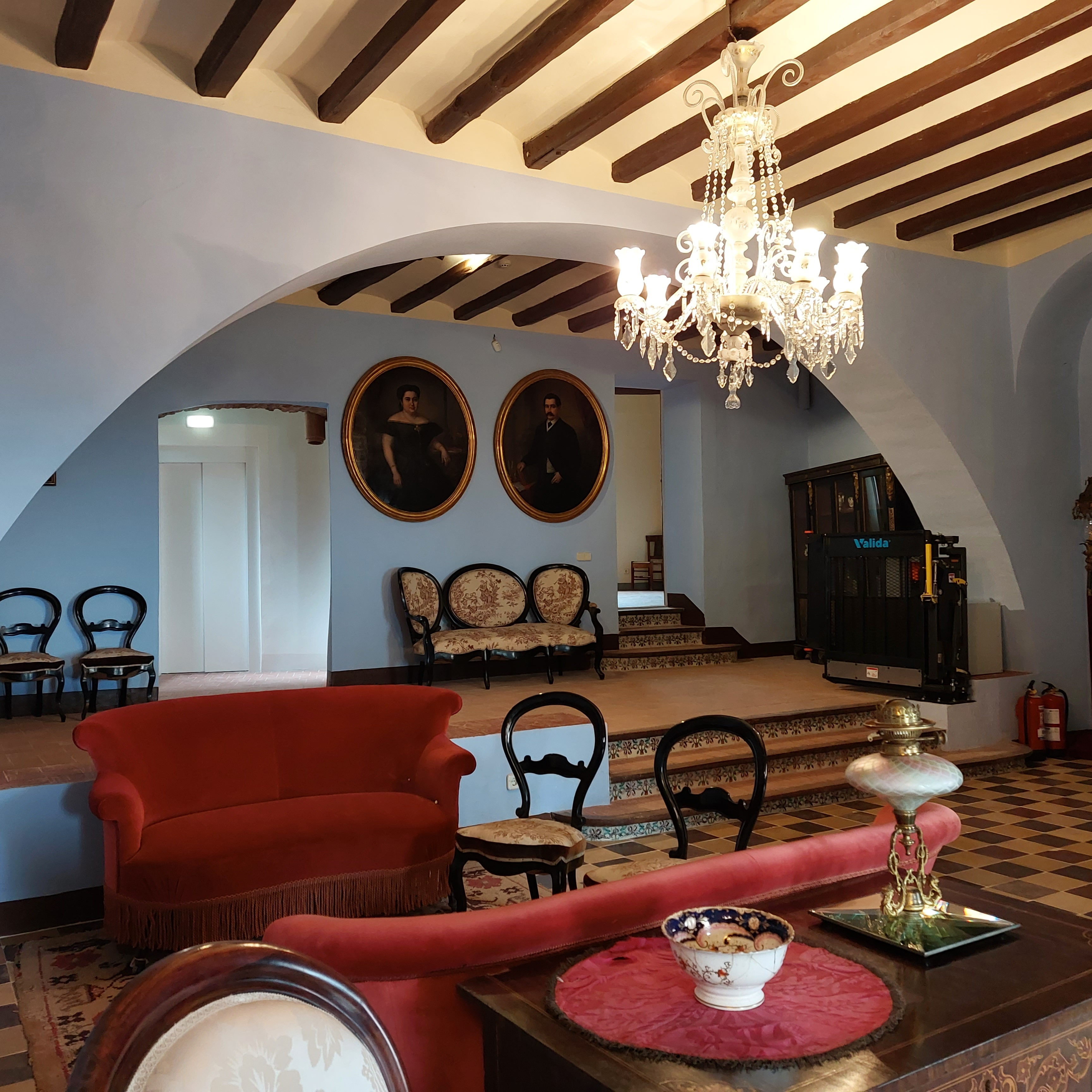

El 1926, Toda va cedir l'edificació al Bisbat de Tarragona amb reserva d'usdefruit. El bisbe el va vendre el 1941 a la família reusenca Llopis, encapçalada per Joan Maria Llopis, industrial avellaner. El 1979, els Llopis els van vendre al Banc Urquijo, i aquest a la Generalitat i la Diputació de Tarragona el 1983, que en són les actuals propietàries al 50%.

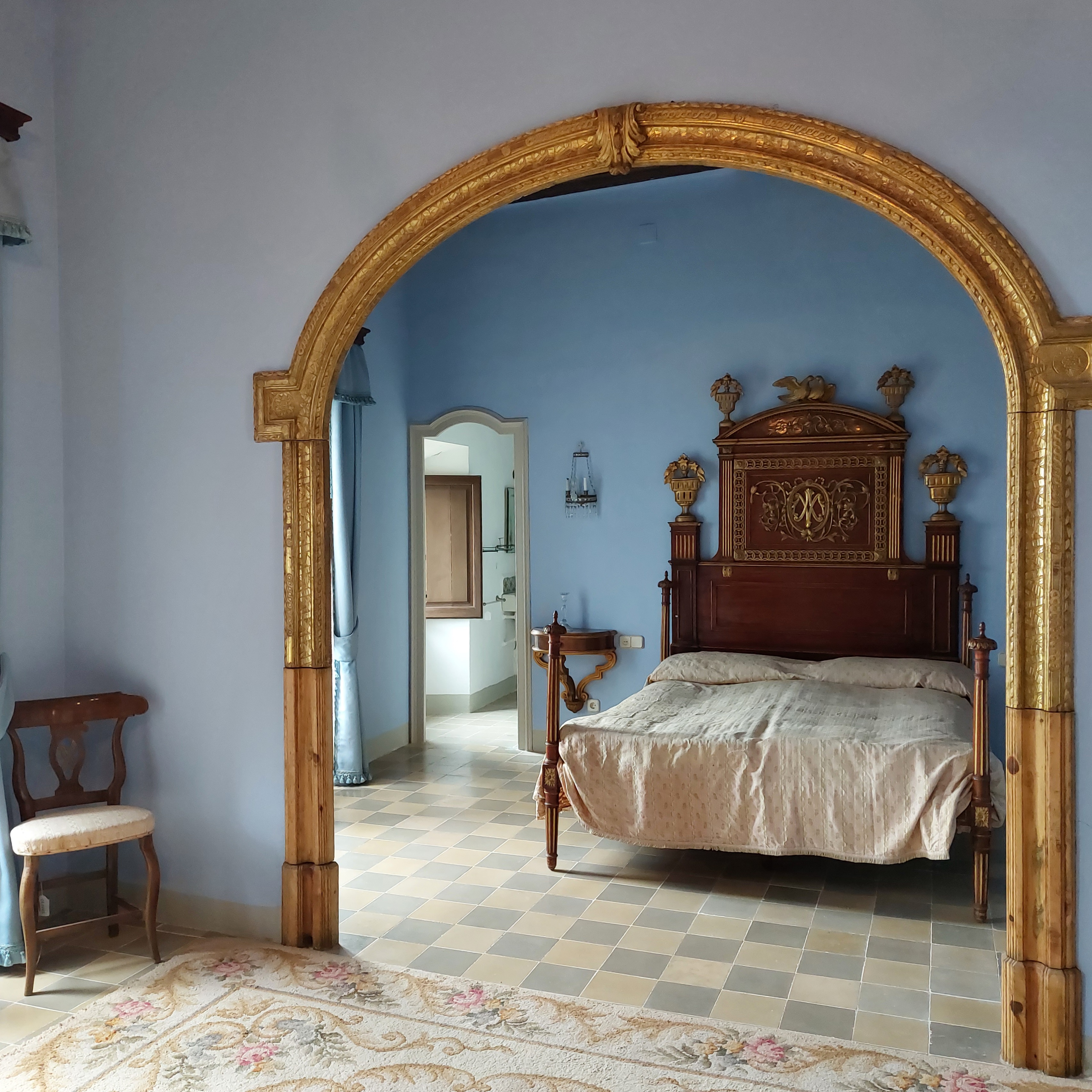
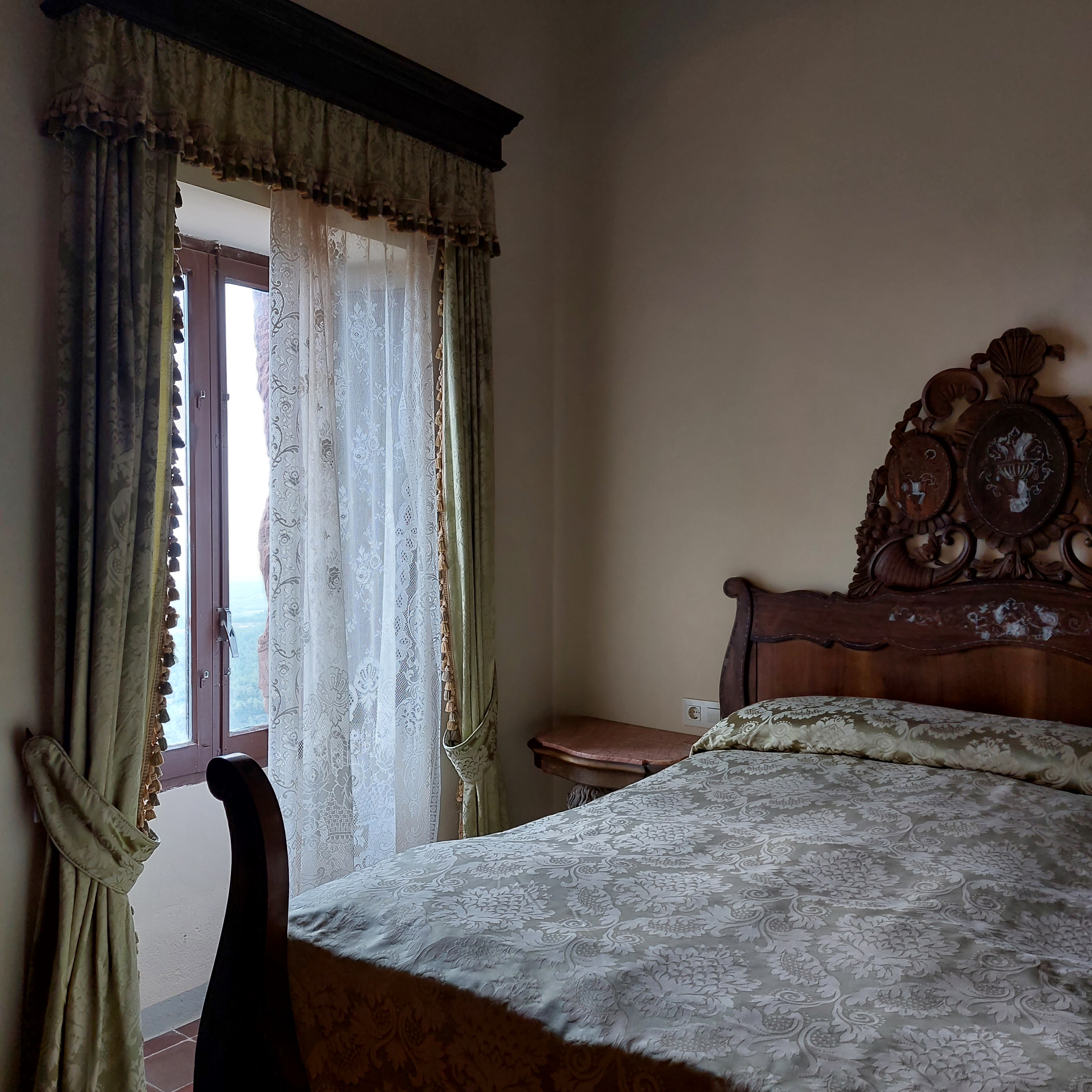
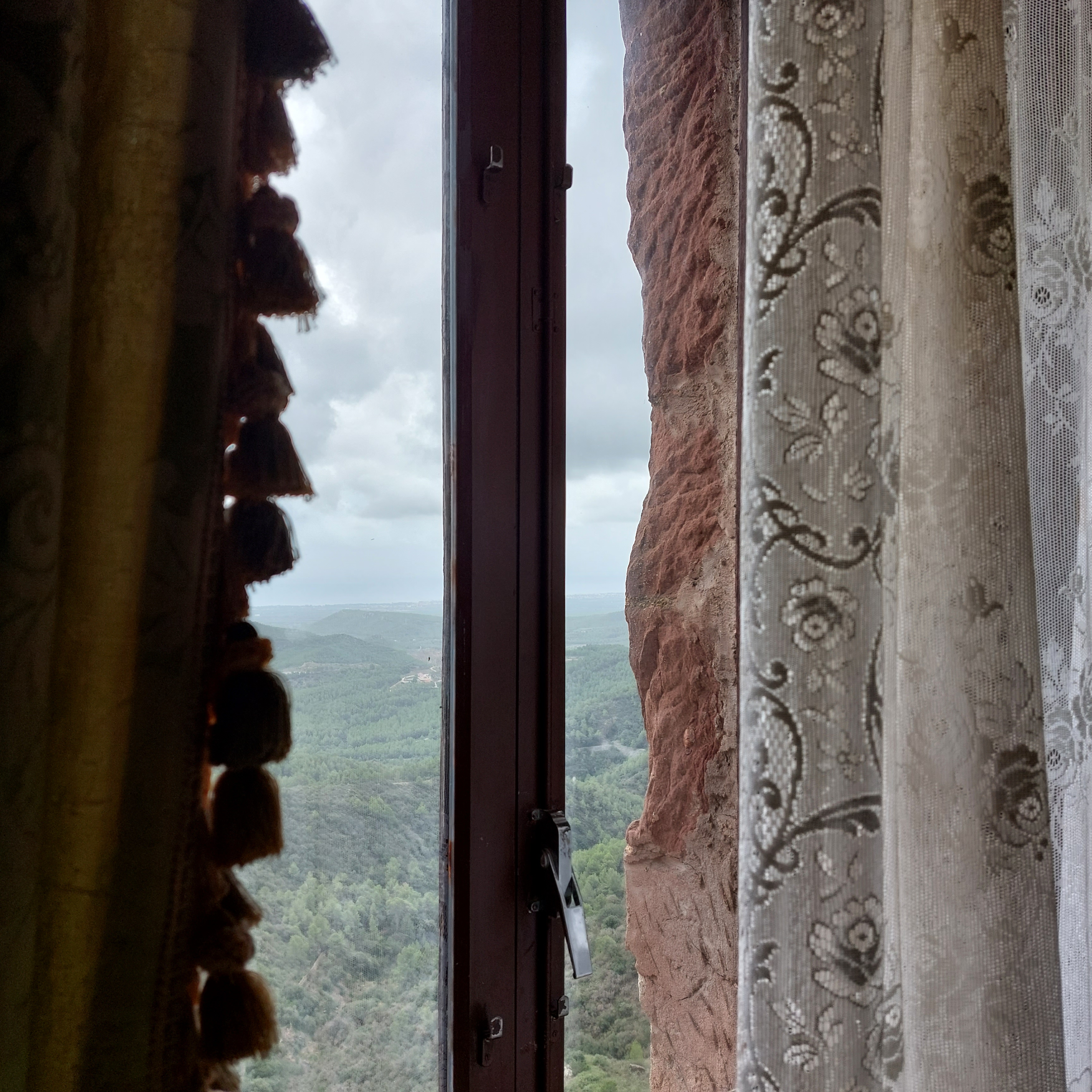

Entre 2021 i 2023 va estar tancat al públic per obres de remodelació. Es va reobrir el 29 de juliol del 2023, amb la presència de la consellera de cultura, Natàlia Garriga. L'objectiu actual de les institucions propietàries és convertir-lo en un actiu turístic per als municipis de la Baronia d'Escornalbou (l'Argentera, Colldejou, Duesaigües, Riudecanyes i Vilanova d'Escornalbou, tots cinc al Baix Camp, i Pradell de la Teixeta i la Torre de Fontaubella, al Priorat) i per a la Costa Daurada en general.